# Hilary Koprowski
Hilary Koprowski (5 tháng 12 năm 1916 – 11 tháng 4 năm 2013) là nhà virus học và nhà miễn dịch học người Ba Lan đang làm việc tại Hoa Kỳ. Ông là người đầu tiên đã phát minh ra vắc-xin bại liệt sống trên thế giới. Ông là tác giả, đồng tác giả của hơn 875 bài báo khoa học và đồng biên tập một số tạp chí khoa học.
Koprowski đã nhận được nhiều danh hiệu học thuật và danh hiệu quốc gia, một trong số đó có huân chương Bắc Đẩu Bội tinh của Pháp.
Koprowski là mục tiêu của các cáo buộc trên truyền thông liên quan đến "giả thuyết cho rằng HIV có thể đã được tạo ra bởi chương trình chủng ngừa bại liệt bằng đường uống" (oral polio vaccination, OPV), trong đó cho rằng đại dịch AIDS bắt nguồn từ vắc-xin bại liệt sống giống với loại vắc-xin của Koprowski. Cáo buộc này từ lâu đã bị bác bỏ bởi những bằng chứng cho thấy loài người đã nhiễm với virus HIV-1 từ rất lâu trước khi các thử nghiệm về vắc-xin bại liệt của ông được tiến hành ở châu Phi. Vụ việc đã được giải quyết và tạp chí Rolling Stone đã đăng lời xin lỗi chính thức.

## Cuộc sống
Hilary Koprowski sinh ra ở Warszawa trong một gia đình Do Thái tri thức. Cha ông là Paweł Koprowski (1882-1957) phục vụ trong Quân đội Đế quốc Nga. Mẹ ông là Sonia (nhũ danh Berland; 1883-1967), là nha sĩ sống tại Berdichev. Hilary Koprowski theo học tại trường trung học Mikołaj Rej của Warszawa, và từ năm 12 tuổi ông học piano tại Nhạc viện Warszawa. Ông tốt nghiệp y khoa tại Đại học Warszawa năm 1939. Ông cũng tốt nghiệp ngành âm nhạc từ Nhạc viện Warszawa và Nhạc viện Santa Cecilia ở Rome vào năm 1940. Ông gắn bó với nghiên cứu khoa học, nhưng không từ bỏ âm nhạc. Tháng 7 năm 1938, khi đang học trường y, Koprowski kết hôn với Irena Grasberg.

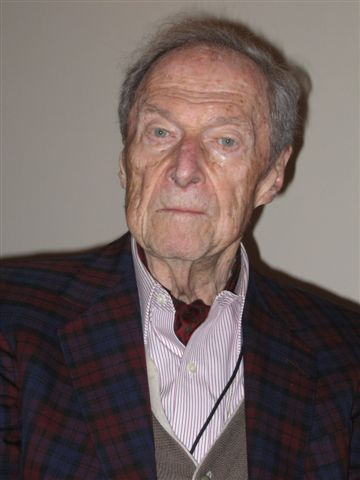
Hilary Koprowski ở Warszawa năm 2007

Năm 1939, sau khi Đức xâm lược Ba Lan, Koprowski di tản đến Rome, còn Irena di tản đến Pháp và làm bác sĩ chăm sóc tại một bệnh viện tâm thần.
Khi Pháp bị xâm lược vào năm 1940, Irena cùng con mình rời Pháp và đoàn tụ với Koprowski tại Bồ Đào Nha. Họ cùng nhau đến Rio de Janeiro, Brazil. Nơi đây Hilary Koprowski tìm ra vắc-xin virus sống chống lại bệnh sốt vàng. Sau Thế chiến II, Koprowskis định cư ở Sông Pearl, New York. Tại đây, ông bắt đầu tiến hành các thí nghiệm của mình về bệnh bại liệt, cuối cùng thành công trong việc tạo ra vắc xin bại liệt dạng uống đầu tiên. Koprowski từng là giám đốc của Viện Wistar giai đoạn 1957–91.
Koprowski qua đời vào ngày 11 tháng 4 năm 2013 ở tuổi 96, tại Wynnewood, gần Philadelphia, Pennsylvania, vì bệnh viêm phổi. Ông và vợ được an táng tại Nghĩa trang West Laurel Hill, Khu Southlawn, Lô 782, Bala Cynwyd, Pennsylvania.

## Vắc xin bại liệt
Khi làm việc tại Phòng thí nghiệm Lederle, Koprowski chế tạo ra vắc xin bại liệt đầu tiên trên thế giới, dựa trên một chủng virus bại liệt sống giảm độc lực. Vắc xin này sử dụng bằng đường uống. Trong quá trình nghiên cứu một loại vắc-xin bại liệt có tiềm năng, ông tập trung vào virus sống giảm độc lực hơn là virus bất hoạt.

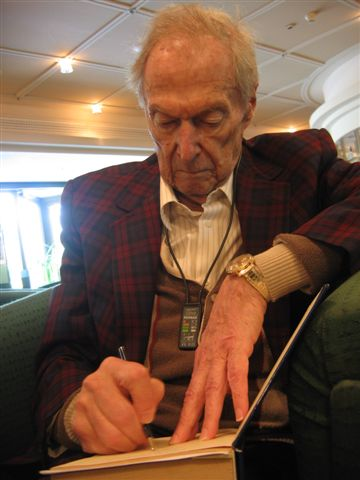
Hilary Koprowski

Koprowski phát triển vắc-xin bại liệt của mình bằng cách làm suy giảm độc lực virus trong tế bào não của một con chuột thuộc loài Sigmodon hispidus, một loài rất nhạy cảm với bệnh bại liệt. Ông đã tiêm vắc-xin cho mình vào tháng 1 năm 1948 và cho 20 trẻ em tại Làng Letchworth, quận Rockland, New York vào ngày 27 tháng 2 năm 1950. 17 trong số 20 trẻ đã có kháng thể chống lại virus bại liệt - 3 trẻ còn lại có sẵn kháng thể - và không trẻ nào gặp phải các biến chứng. Trong vòng 10 năm, vắc-xin của ông đã được sử dụng ở bốn lục địa.

## Vắc-xin bệnh dại
Ngoài công trình nghiên cứu về vắc-xin bại liệt, Koprowski (cùng với Stanley Plotkin và Tadeusz Wiktor) đã có những nghiên cứu quan trọng về vắc-xin cải tiến chống bệnh dại. Nhóm đã phát triển vắc xin phòng bệnh dại HDCV vào những năm 1960 tại Viện Wistar. Vắc xin được cấp phép sử dụng tại Hoa Kỳ vào năm 1980.

## Tôn vinh
Koprowski từng là thành viên của Viện Hàn lâm Khoa học Quốc gia, Viện Hàn lâm Khoa học và Viện Hàn lâm Khoa học và Nghệ thuật Hoa Kỳ. Ông là thành viên nước ngoài của Viện Hàn lâm Khoa học và Nghệ thuật Nam Tư, Viện Hàn lâm Khoa học Ba Lan, Viện Hàn lâm Khoa học Y khoa Liên Xô.

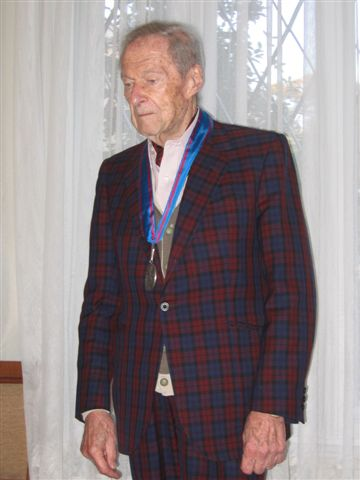
Hilary Koprowski

Ngày 3 tháng 6 năm 1983 Koprowski nhận bằng tiến sĩ danh dự tại Khoa Y Đại học Uppsala, Thụy Điển.
Ngày 13 tháng 3 năm 1997, ông nhận được huân chương Bắc Đẩu Bội tinh từ chính phủ Pháp.
Vào ngày 25 tháng 2 năm 2000, Koprowski được vinh dự đón tiếp tại Đại học Thomas Jefferson ở Philadelphia để kỷ niệm 50 năm ngày lần đầu tiên sử dụng vắc-xin bại liệt dạng uống của ông. Tại buổi tiệc chiêu đãi, ông đã nhận được những lời khen ngợi từ Thượng viện Hoa Kỳ, Thượng viện Pennsylvania, và Thống đốc bang Pennsylvania Tom Ridge.
Vào ngày 13 tháng 9 năm 2004, Koprowski đã được trao Giải thưởng Tiên phong về virus thần kinh học bởi Hiệp hội Vi khuẩn học Thần kinh Quốc tế tại Hội nghị Chuyên đề Quốc tế lần thứ 6 về Thần kinh học được tổ chức tại Sardinia. Vào ngày 1 tháng 5 năm 2007, Koprowski đã được Viện vắc xin Sabin ở Baltimore, Maryland trao tặng Huy chương vàng Albert Sabin.

## Những cáo buộc về bệnh AIDS
Nhà báo người Anh Edward Hooper công khai một giả thuyết rằng bệnh AIDS có thể xuất hiện vào cuối những năm 1950 ở Congo thuộc Bỉ bắt nguồn từ nghiên cứu của Koprowski về một loại vắc-xin bại liệt.
Tuy nhiên, cộng đồng y học bác bỏ "giả thuyết cho rằng HIV có thể đã được tạo ra bởi chương trình chủng ngừa bại liệt bằng đường uống" (oral polio vaccination, OPV), và ít nhất một bài báo trên tạp chí Nature có những thông tin mâu thuẫn về vấn đề này trong đó tuyên bố rằng virus HIV-1 nhóm M có nguồn gốc từ Châu Phi 30 năm trước khi các thử nghiệm chủng ngừa bại liệt bằng đường uống được tiến hành. Tạp chí Science đã bác bỏ tuyên bố của Hooper.
Koprowski đã bác bỏ tuyên bố này dựa trên những phân tích của chính mình. Trong một vụ kiện tại tòa án riêng chống lại tạp chí Rolling Stone do tòa soạn đăng bài báo lặp lại những cáo buộc sai lệch tương tự. Kết quả, Koprowski đã được minh oan, và nhận được 1$ - tiền bồi thường thiệt hại mang tính chất tượng trưng,
Các báo cáo chính gốc của Koprowski từ năm 1960–61 về chiến dịch tiêm chủng của ông ở Congo thuộc Bỉ có trên trang web của Tổ chức Y tế Thế giới.